# Izabelin-Dziekanówek
Izabelin-Dziekanówek (do 31 grudnia 2002 Izabelin) – wieś sołecka w Polsce położona w województwie mazowieckim, w powiecie nowodworskim, w gminie Czosnów.
W latach 1975–1998 miejscowość administracyjnie należała do województwa warszawskiego. 1 stycznia 2003 wieś Izabelin zmieniła nazwę na Izabelin-Dziekanówek, a będący dotychczas częścią tej wsi Dziekanówek został zlikwidowany jako osobna miejscowość.